# Воздвиженское (Ярославская область)
Воздвиженское — село в Угличском районе Ярославской области России. 
В рамках организации местного самоуправления входит в Головинское сельское поселение, в рамках административно-территориального устройства — является центром Воздвиженского сельского округа.

## География
Расположено на левом берегу реки Пукша (разлившейся в этом месте за счёт Угличского водохранилища Волги, в которую и впадает), в 22 километрах к юго-западу (по прямой) от центра города Углича.

## История
Вотчина Троице-Сергиева монастыря была описана в 1594 году в приравочных книгах письма и меры Петра Совина и подьячего Петра Микулина, это указывает, что Воздвиженское и церковь существовали уже в XVI веке. В Писцовых книгах Угличского уезда Северьяна Давыдова и Осипа Трофимова 1629-1631 годов упоминается присёлок Здвиженской на речке Пукше, « ...а в нем церковь Воздвижение Честнаго Креста, деревян., клецки, а в церкви образы и книги, и ризы, и клепало, и всякое строение монастырское и мирское». Каменная Крестовоздвиженская церковь построена в 1875 году. Престолов в ней было три: в честь Воздвижения Честного и Животворящего Креста Господня, по правую сторону его - Введения во Храм Пресвятой Богородицы и по левую сторону - в память обретения мощей преп. Сергия Радонежского чудотворца. 
В конце XIX — начале XX века село входило в состав Прилукской волости Мышкинского уезда Ярославской губернии.
С 1929 года село входило в состав Прилукского сельсовета Угличского района, в 1980-е годы — центр Воздвиженского сельсовета, с 2005 года — в составе Головинского сельского поселения.

## Население
| 1859 | 2002 | 2007 | 2010 |
| ---- | ---- | ---- | ---- |
| 171  | ↘112 | ↘110 | ↘102 |

Согласно результатам переписи 2002 года, в национальной структуре населения русские составляли 94 % от всех жителей.

## Достопримечательности
В селе расположена недействующая Церковь Воздвижения Креста Господня (1875).